# Maite Lizaso Campos
Maite Lizaso Campos (Zarautz, Guipúscoa, 25 d'octubre de 1983) és una exfutbolista basca. Migcampista, va jugar a la Reial Societat i l'Athletic de Bilbao a Primera Divisió. Va passar una dècada a la Reial Societat, durant la qual va patir tres greus lesions al genoll. Va ser transferida als rivals en el derbi basc, l'Athletic Club, el 2014.

## Palmarès
- Primera Divisió: 2015–16